# Fulmodeston
Fulmodeston est un village et une paroisse civile du Norfolk, en Angleterre.